# コクリコ (クレープ店)
コクリコは、神奈川県鎌倉市雪ノ下にあるクレープ店。店主は菱倉夫妻。現在は娘である2代目。

## 概要
神奈川県鎌倉市雪ノ下の小町通りにあるクレープ店である。店名は与謝野晶子の歌に由来する。医師である父を持つ初代が立教大学卒業後、日本楽器(ヤマハ）を脱サラしてパンのDONQで修行、フランス留学を経て、開店は1972年（昭和47年）、当初はサンドウィッチ専門店で、自家製のマヨネーズやローストビーフを使用した数十種のサンドウィッチを提供していた。1977年からはクレープも扱うようになった。店舗も当初は店名のコクリコ（ヒナゲシ）にちなんで赤色の屋根であったが、後に緑色に塗りかえられた。一方小町通りの店舗から近い若宮大路沿いのビルの2階にもコクリコを名乗る店舗があり、こちらはサンドウィッチ店として営業していた。
店舗のある小町通りは、鶴岡八幡宮を参拝する観光客向けの店舗が並び、そうした店で購入した軽食を食べながら歩く客も多い。コクリコもそうした店の一つであるが、一方でクレープを食べながら歩く観光客を小町通りに生息するトンビが襲い、クレープを奪われる事件も発生している。
2010年には御成通りに2号店が開店した。御成通り店はイラストレーターの個展に使用されたこともある。
2017年5月7日をもって1号店を一旦閉店。建物の老朽化による。なお、1号店の閉店中も2号店は引き続き営業の予定。
2018年4月5日、1号店（小町通り店）の営業を再開。以前と同じ敷地に店舗建て直しが完了したため。建て直し以前は週末ともなると大行列となり近隣の店舗に影響が出ることも。建て直し後は、支払い方法を券売機に変更し、待ち行列のための空間を店舗内に用意することで近隣店舗への配慮を図っている。その他店内には、それほど広くはないが座って食べることのできるイートインスペースや、トイレ、無料のウォーターサーバーなども設置されている。